# Svetlana Klimina
Svetlana Klimina (* 27. April 1966) ist eine ehemalige usbekische Leichtathletin, die sich auf den Dreisprung spezialisiert hat.

## Sportliche Laufbahn
Ihren ersten internationalen Wettkampf bestritt Svetlana Klimina vermutlich im Jahr 2003, als sie bei den Zentralasienspielen in Duschanbe mit 12,66 m die Bronzemedaille hinter ihrer Landsfrau Anastasiya Juravlyeva und Tatjana Konischtschewa aus Kasachstan gewann. Im Jahr darauf belegte sie bei den erstmals ausgetragenen Hallenasienmeisterschaften in Teheran mit 5,94 m den vierten Platz im Weitsprung und gewann im Dreisprung mit 12,83 m die Silbermedaille hinter der Chinesin Xie Limei. 2005 bestritt sie ihre letzten offiziellen Wettkämpfe und beendete daraufhin ihre aktive sportliche Karriere im Alter von 39 Jahren.

## Persönliche Bestleistungen
- Weitsprung: 6,21 m (+0,9 m/s), 29. Mai 2004 in Bischkek
  - Weitsprung (Halle): 5,95 m, 6. März 2005 in Taschkent
- Dreisprung: 13,72 m (+1,4 m/s), 27. Juli 2003 in Moskau
  - Dreisprung (Halle): 13,11 m, 6. März 2005 in Taschkent